# 陳榮煉
陳榮煉（葡語：Chan Weng-Lin, Levo，1972年—）是個來自福建的澳門商人，亦曾經擁有台灣居留許可，又擔任過德晉集團主席和勵駿集團聯席主席，2012年至2017年更是晉江市政協委員，卻因辦賭相關罪案，在2022年被捕，2023年被澳門初級法院處以14年監禁及罰款，2024年時雖獲澳門中級法院縮短刑期1年，但罰款大增。

## 生涯

### 事業
陳榮煉在澳門讀完書便進了賭場工作，及後涉足貴賓廳業務，賺到不少錢，到了2007年6月更創立德晉集團。2020年9月21日，陈荣炼宣布以每股1.05港元的价格，购入12.8亿股澳门励骏公司股票，总共斥资13.44亿港元，一举成为该公司的單一大股东。勵駿集團和德晉集團旗下業務包括渡假村、酒店及娛樂場投資及管理及博彩中介業務、賭廳承包、並透過一些子公司對中國大陸酒店、資產管理、房地產開發、仓储业、建築工程業進行投資。

### 家庭
陳榮煉和女友T小姐生下1女，2017年3月与台湾影星安以轩结婚，其後生下1子1女。

## 譭譽

### 慈善
德晉慈善會啓動向貴州省從江縣捐贈的百萬助學金項目，向來自22個貧困村的270名學生發放2022年度共計人民幣36萬元助學金，以教育扶貧助力從江實現脫貧攻堅。2021年7月，陳榮煉夫婦為河南暴雨災情捐款200萬元 。

### 犯罪
2022年1月底，陳榮煉被澳門司警局逮捕及拘留。同年12月5日開庭，但他拒絕開口回答任何問題；12月12日，陳榮煉在庭上首度開腔，反駁檢察院的證據並指自己不參與賭廳的日常運作。2023年3月8日他在庭上提及90歲的父親，哽咽落淚；4月21日澳門初級法院第一刑事法庭一審宣判，陳榮煉被判14年有期徒刑、34項罪成，分別為1項黑社會罪、24項在許可地方內不法經營賭博罪、7項相當巨額詐騙、1項不法經營賭博罪、1項加重清洗黑錢罪，其中黑社會罪被判10年。